# Квасный, Николай Петрович
Николай Петрович Квасный (укр. Микола Петрович Квасний; род. 4 января 1995, Долина, Ивано-Франковская область) — украинский футболист, защитник

## Биография
Заниматься футболом начал в родном городе Долине, родители поначалу не хотели, чтобы он становился спортсменом, желая видеть его музыкантом, из-за чего в группу футбольной подготовки он попал только со второго класса. В возрасте 12 лет перебрался в ДЮФК клуба «Княжа» (Счастливое), где его первым тренером стал Николай Литовчак. В 2009 году недолго выступал за «Звезду» (Киев). Всего с 2008 по 2012 год провёл 55 игр и забил 2 гола в чемпионате ДЮФЛ.
В июле 2012 году был внесён в официальную заявку киевского «Арсенала», в составе которого выступал за юниорскую (U-19) команду, в общей сложности проведя 34 матча. В начале 2014 года перешёл в симферопольскую «Таврию», в составе которой сыграл 2 встречи за юниорскую и 9 поединков за молодёжную (U-21) команды.
Летом 2014 года пополнил ряды полтавской «Ворсклы», в основном составе которой дебютировал 23 сентября 2015 года в выездном кубковом матче против одесского «Черноморца», выйдя на замену вместо получившего травму Игоря Пердуты на 74-й минуте встречи, а 4 октября дебютировал в Премьер-лиге, выйдя на замену вместо Артёма Громова на 86-й минуте домашнего поединка против киевского «Динамо».

## Статистика
| Клуб    | Лига         | Сезон   | Чемпионат | Чемпионат | Кубок | Кубок | Дубль | Дубль |
| Клуб    | Лига         | Сезон   | Игры      | Голы      | Игры  | Голы  | Игры  | Голы  |
| ------- | ------------ | ------- | --------- | --------- | ----- | ----- | ----- | ----- |
| Таврия  | Премьер-лига | 2013/14 |           |           |       |       | 9     | 0     |
| Ворскла | Премьер-лига | 2014/15 |           |           |       |       | 18    | 2     |
| Ворскла | Премьер-лига | 2015/16 | 3         | 0         | 1     | 0     | 13    | 0     |